# 上野山清貢

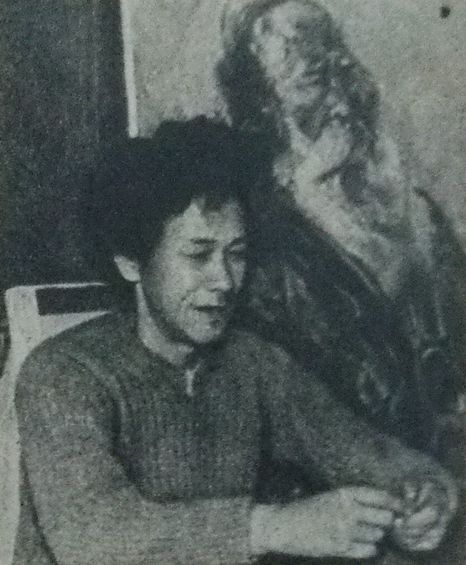
1951年頃

上野山 清貢（うえのやま きよつぐ、1889年6月9日 - 1960年1月1日）は、日本の画家。俳優の上野山功一は長男。素木しづとの一人娘、茂登山櫻子の子に、茂登山東一郎（画家）、茂登山清文（視覚文化研究者、元放送大学客員教授／元名古屋芸術大学特任教授／元名古屋大学教授）がいる。

## 経歴
北海道札幌郡江別村（現・江別市）生まれ。北海道師範学校図画専科（現北海道教育大学）修了。
小学校代用教員として図画などを教え、同志と「エルム画会」を結成。その後、画家を志して1911年（明治44年）に上京した。太平洋画会研究所に学び、黒田清輝、岡田三郎助に教えを受ける。1915年（大正4年）に作家・素木しづと結婚。1917年しづが死去し悲嘆に暮れる。関根正二、竹久夢二、津田青楓のほか、谷崎潤一郎、久米正雄、広津和郎ら文学者とも交友する。1920年（大正9年）に再婚。
1924年（大正13年）の第15回帝展に「とかげを弄び夢見る島の小女」で初入選。1926年（大正15年）から連続で帝展特選を受賞した。
1929年（昭和4年）に武蔵野洋画研究所を開き、1930年（昭和5年）には帝国美術院会員となった。広田弘毅と親しく、北海道の風景、アイヌなどを描いた。
戦後は日展に出品。1953年（昭和28年）11月に北海道新聞社文化賞を受賞した。
1955年には釧路に滞在し、看板業を営みつつ画業を行っていた増田誠とともに世界一周旅行を企図する。旅行は上野山の病のため断念されるが、増田は1956年に釧路を引き揚げて上京し、1957年には渡仏を果たしている。
1960年（昭和35年）1月1日に死去。

## 主な作品
- 「ムッシュOの肖像」（1915年）（福島県立美術館）
- 「ヴァン・マリアとその息子」（1925年）（宇都宮美術館）
- 「ある夜」（1928年）（北海道立近代美術館）
- 「室内」（1928年）（北海道立近代美術館）
- 「硫黄山」（1943年）（北海道立旭川美術館）
- 「さけ」（年代不詳）（釧路市立博物館）
- 「裸婦」（年代不詳）（札幌芸術の森美術館）

## 著書・画集
- 写生地 中央美術社 1926
- 上野山清貢展 道産子のロマン 北海道立近代美術館 1981.5
- 上野山清貢画集 北海道新聞社 1982.2